# Липяги (Лунинский район)
Липя́ги — село в Лунинском районе Пензенской области. Входит в состав Сытинского сельсовета.

## География
Село расположено в северной части области, на расстоянии примерно 13 км (по прямой) к северо-западу от районного центра Лунино.
Часовой пояс
Село Липяги как и вся Пензенская область, находится в часовой зоне МСК (московское время). Смещение применяемого времени относительно UTC составляет +3:00.

## Население
| 1710  | 1717  | 1747  | 1762  | 1782 | 1864  | 1877  |
| ----- | ----- | ----- | ----- | ---- | ----- | ----- |
| 153   | ↘91   | ↗506  | ↗665  | ↗830 | ↗1371 | ↘1240 |
| 1897  | 1910  | 1926  | 1930  | 1959 | 1979  | 1989  |
| ↘1071 | ↗1390 | ↗1444 | ↘1427 | ↘757 | ↘475  | ↘309  |
| 1996  | 2002  | 2010  |       |      |       |       |
| ↗321  | ↘286  | ↘182  |       |      |       |       |

Национальный состав
Согласно результатам переписи 2002 года, в национальной структуре населения русские составляли 97 % из 286 чел.